# サンリツ卓球部
サンリツ卓球部（サンリツたっきゅうぶ）は、東京都港区を拠点に活動する、サンリツの卓球チームである。

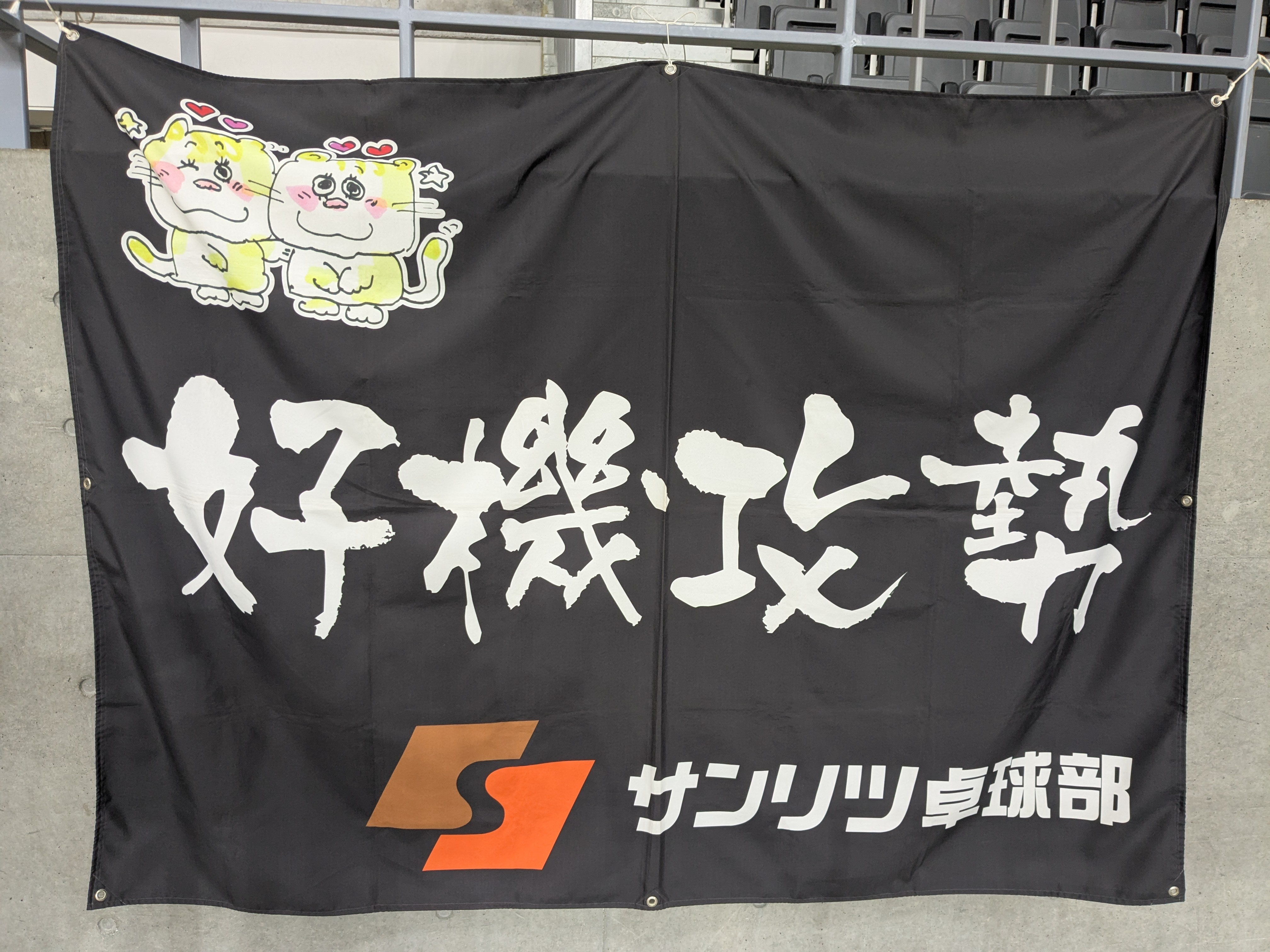
2025年全日本卓球選手権大会

## 概要
1979年、三浦正英社長（当時）の発案により発足した歴史あるチーム。
2025年現在は日本卓球リーグ1部に所属している。

## 主な戦績
全日本卓球選手権大会（団体の部）を除き、前期、後期日本卓球リーグ、JTTLファイナル4、全日本実業団卓球選手権大会といった実業団の主要大会で優勝している。また、個人戦においても、全日本卓球選手権大会、全日本社会人卓球選手権大会、日本卓球リーグビッグトーナメント等で優勝者を輩出している。
2000年
- 日本卓球リーグ選手権・ビッグトーナメント　シングルス優勝（羽佳純子）
- 前期日本卓球リーグ　優勝
- 全日本社会人卓球選手権大会　シングルス優勝（羽佳純子）
- 後期日本卓球リーグ　優勝

2009年
- 日本卓球リーグ選手権・ビッグトーナメント　シングルス優勝（侯琳）
- 前期日本卓球リーグ　優勝
- 後期日本卓球リーグ　優勝

2010年
- 日本卓球リーグ選手権・ビッグトーナメント　シングルス優勝（侯琳）
- 全日本社会人卓球選手権大会　ダブルス優勝（阿部恵 / 小野思保）

2012年
- 日本卓球リーグ選手権・ビッグトーナメント　シングルス優勝（阿部恵）
- 全日本実業団卓球選手権大会　優勝

2013年
- 全日本社会人卓球選手権大会　シングルス優勝（阿部恵）
- 後期日本卓球リーグ　優勝

2014年
- 日本卓球リーグ選手権・ビッグトーナメント　シングルス優勝（阿部恵）
- 全日本社会人卓球選手権大会　シングルス優勝（阿部恵）、ダブルス優勝（天野優 / 中島未早希）
- 後期日本卓球リーグ　優勝

2015年
- 全日本社会人卓球選手権大会　シングルス優勝（天野優）、ダブルス優勝（天野優 / 中島未早希）

2016年
- 全日本卓球選手権大会　ダブルス優勝（天野優 / 中島未早希）
- 全日本社会人卓球選手権大会　シングルス優勝（森薗美月）、ダブルス優勝（平侑里香 / 松本優希ペア）

2017年
- 後期日本卓球リーグ　優勝

2018年
- 日本卓球リーグ選手権・ビッグトーナメント　ダブルス優勝（平侑里香 / 松本優希ペア）

2021年
- 全日本社会人卓球選手権大会　ダブルス優勝（松平志穂 / 有延優希ペア）

2022年
- 前期日本卓球リーグ　優勝
- 後期日本卓球リーグ　優勝
- 日本卓球リーグプレーオフ JTTLファイナル4　優勝

2023年
- 日本卓球リーグ選手権・ビッグトーナメント　ダブルス優勝（梅村優香 / 塩見真希ペア）
- 全日本社会人卓球選手権大会　シングルス優勝（三村優果）

2024年
- 全日本社会人卓球選手権大会　ダブルス優勝（永尾尭子 / 三村優果ペア）

## スタッフ
- 部長：蛭田仲達
- 監督：軽部優
- コーチ兼監督代行: 輕部隆介
- コーチ：齋藤寛也
- コーチ：鈴木健太

## 所属選手
- 三村優果（主将） 背番号：7
- 塩見真希 背番号：25
- 永尾尭子 背番号：18
- 白山亜美 背番号：3
- 山﨑唯愛 背番号：15
- 牛嶋星羅 背番号：24

## 過去の主な所属選手
- 羽佳純子（李雋）
- 山崎知春
- 阿部恵
- 小野思保
- 杉本枝穂
- 脇ノ谷直子
- 佐藤彩恵
- 岡本真由子
- 侯琳
- 中島未早希（大矢未早希）
- 天野優（軽部優）
- 谷岡あゆか
- 松平志穂
- 南波侑里香（平侑里香）
- 松本優希（有延優希）
- 森薗美月
- 出雲美空
- 梅村優香